# عندما يبدأ النهب، يبدأ إطلاق النار

|                  | دونالد ترامب | تويتر |
| ‎@realDonaldTrump |              |       |

            ردًا على ‎@realDonaldTrump
        

....These THUGS are dishonoring the memory of George Floyd, and I won't let that happen. Just spoke to Governor Tim Walz and told him that the Military is with him all the way. Any difficulty and we will assume control but, when the looting starts, the shooting starts. Thank you!

            هؤلاء البلطجية يسخرون من ذكرى جورج فلويد، ولن أدع ذلك يحدث. تحدثت للتو إلى الحاكم تيم والز وأخبرته أن الجيش معه طوال الطريق. أي صعوبة وسنفترض السيطرة، ولكن عندما يبدأ النهب، يبدأ إطلاق النار. شكرا لك!
        

        29 مايو 2020

«عندما يبدأ النهب، يبدأ إطلاق النار» هي عبارة لوالتر إي هيدلي، قائد شرطة ميامي، فلوريدا، الذي قال ذلك ردًا على اندلاع جرائم عنف خلال موسم عطلة عيد الميلاد في عام 1967. اتهم هيدلي «ما بين 15 إلى 21 من الشباب المشاغبين» باستغلال «حملة الحقوق المدنية» التي كانت تجتاح الولايات المتحدة آنذاك. بعد أن أمر قواته بمكافحة العنف بالبنادق، قال للصحافة «لا مانع لدينا أن نُتهم بوحشية الشرطة».
استخدم أيضًا مسئولون حكوميون آخرون لغة مماثلة تهدد باستخدام الشرطة للقوة المميتة في الولايات المتحدة في عام 1967/68.
استخدم الرئيس الأميركي دونالد ترامب هذه العبارة مرة أخرى، على تويتر، في عام 2020، وذلك ردًا على احتجاجات جورج فلويد.

## والتر هيدلي، 1967
وُصف والتر هيدلي، في تقرير ميامي لعام 1969 المعني بأعمال الشغب في ميامي عام 1968 والمقدم إلى اللجنة الوطنية المعنية بأسباب العنف ومنعه، بأنه «قائد شرطة قوي الفكر ومجتهد في العمل» والذي «نفذ، على نحو فعلي، ودون تغيير، سياسات أواخر ستينيات القرن العشرين المتعلقة بالتعامل مع مجموعات الأقليات، والتي طُبقت في ميامي في ثلاثينيات القرن العشرين بل وقبل ذلك». كانت هذه إشارة واضحة إلى السياسات التي أصدرها سلف هيدلي المباشر، قائد الشرطة اتش. ليسلي كيغ. أوضح الأستاذ كلارنس لوزان، الاستاذ في العلوم السياسية بجامعة هوارد، أن هيدلي «لديه تاريخ طويل من التعصب ضد مجتمع السود».

### رد الفعل على أعمال شغب الصيف الممتد الساخن لعام 1967
خلال الاضطرابات الأهلية في الولايات المتحدة التي وقعت خلال الصيف الممتد الساخن لعام 1967، والتي كانت في جانب منها ذات دوافع عنصرية، جرى إيقاف عدة أعمال شغب ناشئة في مقاطعة داد بفلوريدا قبل أن تبدأ، وذلك من خلال جهود قادة المجتمع المحلي. بيد أن المسئولين المكلفين بإنفاذ القوانين بدأوا يستعدون لمزيد من العنف، لأن أسباب الاضطرابات لم تُعالج على الإطلاق ولم تتحقق الوعود التي قطعها القادة.
أول استخدام معروف لهذه العبارة كان في مؤتمر صحفي عقده قائد شرطة ميامي، والتر هيدلي، في 26 ديسمبر 1967. أعلن هيدلي أن ستة فرق مكونة من ثلاثة رجال من الضباط مجهزة بـ«البنادق والكلاب» سترد على «الشباب المشاغبين» من «أحياء الزنوج» في ميامي مع استخدام القوة القاتلة، وقال «أن رجاله قد جرى إبلاغهم أن أي قوة، والتي قد تصل حتى القتل، هي القوة المناسبة عند القبض على مجرم». ادّعى هيدلي، في مقطع صوتي محكم وبليغ خلال المقابلة التي جرت مع المراسلين في ما بعد البيان، أن ميامي تجنبت «الانتفاضة الأهلية والنهب» لأنه «جعل الكلمات توحي بأنه عندما يبدأ النهب، يبدأ إطلاق النار».
أوضح هيدلي «سوف يتعلم المجرمون أنه لا يمكن إطلاق سراحهم خارج غرف الموت». أعرب كلود آر. كيرك، حاكم ولاية فلوريدا، عن تأييده لتكتيكات هيدلي: «ليعلموا جميعًا انهم سيُعامَلون [بقسوة]. فنحن نمتلك الأسلحة لنقضي على الجريمة، وعدم استخدام الأسلحة جريمة بحد ذاتها. أضاف هيدلي: «نحن لا نمانع أن نُتهم بوحشية الشرطة». في مؤتمر صحفي عُقد على سبيل متابعة الأحداث، رفض هيدلي أن يقول ما إذا كانت سياسة إطلاق النار على الناهبين ستطبق فقط على السود، بالنظر إلى مواقفه السابقة، الأمر الذي أدى إلى تصاعد حالة الخوف بين مجتمعات السود في ميامي.
اقتُبست نسخة معاد صياغتها من تعليقاته الصادرة عام 1967 في نعيه المنشور عام 1968 بصحيفة ميامي هيرالد: «لا توجد سوى طريقة واحدة للتعامل مع الناهبين ومشعلي الحرائق خلال أعمال الشغب، وهي إطلاق النار عليهم فور رؤيتهم. لقد تركت كلماتي توحي بأنه- عندما يبدأ النهب، يبدأ إطلاق النار». نُشرت روايات مفادها أن ضباط شرطة مدينة ميامي بدأوا في فرض قانون الإيقاف والتفتيش بقوة من خلال إيقاف الذكور السود بدون أي ذريعة، واصفين إياهم بما يقلل من شأنهم أو بنعوت عنصرية، ثم مطالبين إياهم بالكشف عن هويتهم والغرض من خروجهم. بعد ثلاثة أسابيع من بدء تلك السياسات الجديدة، أعلن هيدلي أنها تسببت في انخفاض معدل جرائم العنف بمقدار 60%. على النقيض من المضايقات المستمرة من جانب ضباط شرطة ميامي، أقامت إدارة السلامة العامة في مقاطعة داد علاقات بين نواب رؤساء شرطتها والسكان السود، وعلى الرغم من أن كل من ميامي وداد حافظا بالفعل على النظام، فقد كان يُنظر إلى إدارة شرطة ميامي على أنها أعادت إحياء سياسات عنصرية سابقة.
بحسب كلام لوزان، فإن هيدلي قد يكون استعار العبارة من قائد شرطة برمنغهام، بولاية ألاباما، سيء السمعة، بول كونور. كان كونور قد أعلن سنة 1963 أنه سيستخدم الكلاب وخراطيم الحريق لإخماد الاضطرابات.

## دونالد ترامب، 2020

### رد الفعل على احتجاجات جورج فلويد
استخدم الرئيس دونالد ترامب هذه العبارة في تغريدة له مساء يوم 28- 29 مايو 2020، كرد فعل على تزايد الاحتجاجات العنيفة، على مستوى الولايات وعلى المستوى الدولي، ردًا على مقتل جورج فلويد. فلويد رجل أمريكي من أصل أفريقي قُتل في مدينة مينيابوليس في يوم 25 مايو على يد شرطي أبيض ركع على عنق فلويد لمدة تسع دقائق تقريبًا.
جرى الإبلاغ عن تغريدة ترامب من قِبل تويتر مع «إشعار بالمصلحة العامة» لـ«تمجيد العنف». نتيجة لذلك، لم يكن من الممكن الإطلاع على التغريدة إلا بعد أن أقر المستخدمون بإشعار يفيد بأن التغريدة قد انتهكت قواعد تويتر ضد تشجيع العنف، لكن من ناحية أخرى ظلت التغريدة مرئية. نشر حساب البيت الأبيض على تويتر التغريدة الأصلية مرة أخرى بعد ظهر ذلك اليوم بين علامتي اقتباس. كانت تغريدة البيت الأبيض مخفية أيضًا ووُسمت من قِبل تويتر بأنها «تمجد العنف».
في أعقاب تغريدة ترامب، صرحت عمدة شيكاغو (لوري لايتفيت) وعمدة أتلانتا (كيشا لانس بوتومس) أن ترامب قد أبان عما اعتبرتاه أسسه العنصرية، بتصريحه باستخدام أعمال العنف الانتقامية الأهلية لقمع الشغب. تقول لايتفوت: «لن يجلس أحد ويتغاضى عن النهب والعنف. لكن أن تقول، بصفتك رئيسًا للولايات المتحدة، وعلى نحو صريح، أنك تشجع الناس على إطلاق النار عليهم في الشارع! فهذا ما يدعوني للقلق، وبصراحة، يجب على الجميع القلق بشأن ذلك. هذه ليست قيادة. هذا هو الجبن، الذي يتماشى مع ا تحريض الواسع لأنصاره». قارنت بوتومس تغريدة ترامب بالتغريدات التي قام بها في أعقاب احتجاجات شارلوتسفيل 2017، مضيفة: «إنه في العادة يتكلم ويزيد الأمر سوءًا. هناك أوقات يجب أن تكون هادئًا فيها، وأنا أتمنى لو أن يتحلى بالهدوء». دعا حاكم ولاية كنتاكي أندي بيشير ترامب إلى سحب التغريدة الأصلية.
وصف ترامب التغريدة الأصلية لاحقًا بأنها تحذير بأن اللصوص قد يُقتلوا، وليست بمثابة أمر بإطلاق النار على اللصوص. في مساء 29 مايو، بعدما تكلم مع عائلة فلويد، تحدث بلهجة أكثر كآبة. قال إنه لم يكن على علم «بالتاريخ العنصري» للعبارة، وأضاف أنه لم يكن يعرف مصدر هذه العبارة، وأن قصده من استخدامها هو أن يقول «عندما يحدث نهب، يُطلق النار على الناس فيموتون».
في 11 يونيو 2020، سألت هاريس فولكنير، مقدمة برامج على قناة فوكس نيوز، ترامب إذا كان يعرف من قال العبارة، ورد ترامب بأنه يعتقد أنه كان عمدة فيلادلفيا. أشارت فولكنير إلى الأصل الصحيح (هيدلي، 1967) وإلى المعنى الصحيح (إطلاق النار على اللصوص). رد ترامب بكذبة مفادها بأن العبارة «قالها أيضًا رئيس بلدية حازم للغاية … فرانك ريزو»، ولم تصحح له فولكنير مرة ثانية.